# اتخباسکن
اتخباسکن (انگلیسی: Atakhebasken) ملکه همسر مصر باستان و نوبه در دودمان بیست و پنجم مصر بود. او همسر بزرگ سلطنتی فرعون تهارقا بود.

## تدفین
اتخباسکن عمدتاً از آرامگاه او در شهر باستانی «نوری» بر کرانهٔ باختری نیل در سودان (ان‌یو۳۶) شناخته شده است. یافته‌های این مقبره عبارتند از: یک اوشابتی، کوزه‌های کانوپی، که اکنون در بوستون نگهداری می‌شوند، و یک محراب در حال حاضر در موزه مروی در خارطوم در معرض نمایش است. مقبره او پس از ساخته شدن کلیسای کوچک، بزرگتر شد.